# كوروكو كرة السلة
كرة سلة كوروكو (باليابانية: 黒子のバスケ، بالروماجي: Kuroko no Basuke) هي سلسلة مانغا يابانية من تأليف ورسم تاداتوشي فوجيماكي. بدأت السلسلة في ديسمبر 2008 من خلال مانغا شونن جمب الأسبوعية أسبوعية شونين جمب في. وتحكي القصة عن فريق ثانوية (سيرين) لكرة السلة، يحاول الوصول إلى البطولة الوطنية. حُوّلت المانغا إلى أنمي من قبل إستديو برودكشن آي جي وبدأ البث في 7 أبريل 2012 وانتهى في 22 سبتمبر 2012 . بُث الموسم الثاني منه في 5 أكتوبر 2013. بينما بدأ الموسم الثالث في 4 يناير 2015 وانتهى في 30 يونيو 2015، وفي عام 2021 قام مركز الزهرة بدوبلاجه وعرضه على تطبيق سبيستون غو وبعد فترة قصيرة عُرض على قناة سبيستون وفي عام 2025 أُكمل دوبلاج الأنمي بمواسمه الثلاثة وبأفلامه الأربعة.

## القصة
ارتقى فريق مدرسة تييكو المتوسطة ارتقاء متميزًا بفوزه في جميع المنافسات. يُعرف أعضاء الفريق الأساسيون بـ«جيل المعجزات» وهم:
- كيسي ريوتا المعروف بنسخ الحركات وتقليدها.
- ميدوريما شينتارو المعروف بإدخال الثلاثيات من أي مكان في الملعب.
- أوميني دايكي المعروف بمهارته وأسلوبه الفني في اللعب.
- موراساكيبارا أتسوشي المعروف بطوله البالغ  208 سنتيمتر.
- وأخيرا قائد الفريق أكاشي سيجورو المعروف بعينه المسماة عين الإمبراطور فهي تستطيع رؤية المستقبل وإبطال حركة الخصم.

بعد التخرج من المدرسة المتوسطة، يرتاد النجوم الخمسة مدارس ثانوية مختلفة تمتلك صفوة فرق كرة السلة. مع ذلك، هنالك حقيقة - لا يعرفها إلا القليل-  وهي وجود لاعب آخر في «جيل المعجزات»: لاعب خفي سادس.
هذا اللاعب الغامض طالبٌ جديدٌ في ثانوية جديدة تدعى سيرين، ذات فريق قوي غير معروف.في الفريق، اللاعب كوروكو تيتسويا - ذو الشعر والعينين الزرقاوين- بسرعة الحركة والتمريرات المتقنة التي تعتمد على أسلوب التضليل.  كما أنه يستطيع التمرير من أول إلى آخر الملعب بتمريرة مذهلة، رغم أن قوته تتراجع دون مستقبل قوي وبارع لتمريراته.
العضو الخفي السادس لجيل المعجزات وكاغامي تايغا، لاعب موهوب فطريا قضى أغلب سنوات مدرسته المتوسطة في الولايات المتحدة، هو شخص يحب التحديات يضحك دائما عند مواجهته لخصم قوي، وهو ذو بنية قوية وشعر أحمر يهدف لجعل سيرين في قمة فرق اليابان، متحديًا زملاء كوروكو السابقين واحدًا تلو الآخر، ويشكل كاجامي وكوروكو ثنائيا رائعا ويسعيان للفوز في بطولة كأس الشتاء. .

## وصلات خارجية
- الموقع الرسمي (اليابانية)
- موقع الأنمي الرسمي (اليابانية)
- Official Stage Play Website نسخة محفوظة 8 مايو 2019 على موقع واي باك مشين. (اليابانية)

سلة كوروكو على موقع ANN manga (الإنجليزية)